# Newgate

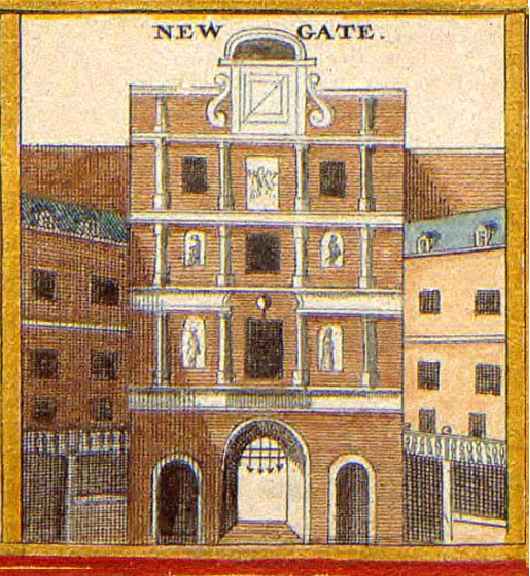
Gravura de Newsgate feita por volta de 1650, por Wenceslaus Hollar, pertencente a Universidade de Toronto

Newgate (Entrada ou Portão Novo) é uma das entradas ao oeste da Muralha de Londres, que circunda a cidade londrina. Está localizada entre as entradas de Ludgate e Aldersgate, e é famosa por ter servido de prisão.
Não há registros sobre a data exata em que Newgate foi construída. Escavações foram feitas em várias épocas (em 1875, 1903 e 1909). Foram encontradas construções romanas na base, e as paredes de New Gate seriam uma continuação. O ano de 875 foi sugerido como o do início da muralha, mas Newgate pode ter sido reconstruída mais de uma vez. Uma das novas construções pode ter ocorrido por causa do incêndio de igreja de St. Paul, em 1087. A reconstrução tomou uma área maior. Essa entrada serviria de passagem para a reconstruída Igreja St. Paul, datando-a do século XII, mas essa teoria não foi confirmada.
A entrada foi usada como prisão, servido às jurisdições de Middlesex e Londres, mas também às áreas vizinhas. A data que a construção se tornou uma prisão comum e depois foi transformada num grande presídio e quando este foi demolido, também não está disponível.
A rua Newgate fica ao norte da Catedral de St. Paul. Ao oeste está o viaduto Holborn e a leste Cheapside.